# Бове-Тільє
Аеропорт Бове-Тільє (фр. Aéroport de Beauvais-Tillé) (IATA: BVA, ICAO: LFOB), зареєстрований як Аеропорт Париж-Бове міжнародний аеропорт біля міста Бове у комуні Тільє, Франція. Це десятий за пасажиропотоком аеропорт Франції, який обслужив 3,997,856 осіб у 2016 році і в основному використовується чартерними та дешевими авіакомпаніями. Вночі, з 23:30 до 06:30, термінали аеропорту зачинено..
Попри свою назву, аеропорт розташований у регіоні Пікардія та за 85 км на північний-захід від Парижа.

## Авіалінії та напрямки
| Авіакомпанія | Пункт призначення |
| ------------ | --- |
| Air Moldova  | Кишинів |
| Blue Air     | Яси |
| Lauda        | Відень Сезонний: Задар (з 2 травня 2020) |
| Ryanair      | Аліканте, Барселона, Барі, Бергамо, Безьє, Болонья, Братислава, Будапешт, Кальярі, Дублін, Фару, Фес, Краків, Лісабон, Мадрид, Мальта, Манчестер, Марракеш, Надор, Палермо, Піза, Порту, Познань, Прага, Рабат, Рим–Чіампіно, Севілья, Стокгольм–Скавста (завершення 27 березня 2020), Танжер, Тенерифе-Південний (завершення 5 січня 2020),, Салоніки, Тревізо, Валенсія, Вільнюс, Варшава–Модлін, Вроцлав Сезонний:Бріндізі, Фігарі, Уджда, Пальма-де-Мальорка, Задар, Сарагоса |
| Wizz Air     | Белград, Бухарест, Кишинів, Клуж-Напока, Крайова, Дебрецен, Гданськ, Яси, Кутаїсі, Познань, Скоп'є, Софія, Тимішоара, Варна, Вільнюс |

## Статистика

### Пасажирообіг
| Рік  | Пасажирообіг | Зміна     |
| ---- | ------------ | --------- |
| 1996 | 64 000       | –         |
| 1997 | 209 180      | ▲ 226.8 % |
| 1998 | 260 267      | ▲ 24.4 %  |
| 1999 | 388 836      | ▲ 49.4 %  |
| 2000 | 387 962      | ▲ 29.03 % |
| 2001 | 423 520      | ▲ 9.02 %  |
| 2002 | 677 857      | ▲ 60.02 % |
| 2003 | 969 445      | ▲ 43.03 % |
| 2004 | 1 427 595    | ▲ 47.26 % |
| 2005 | 1 848 484    | ▲ 29.48 % |
| 2006 | 1 887 971    | ▲ 2.14 %  |
| 2007 | 2 155 633    | ▲ 14.18 % |
| 2008 | 2 484 635    | ▲ 15.26 % |
| 2009 | 2 591 864    | ▲ 4.32 %  |
| 2010 | 2 931 796    | ▲ 13.12 % |
| 2011 | 3 677 794    | ▲ 25.45 % |
| 2012 | 3 862 562    | ▲ 5.02 %  |
| 2013 | 3 952 908    | ▲ 2.34 %  |
| 2014 | 4 024 204    | ▲ 1.8 %   |
| 2015 | 4 330 019    | ▲ 7.6 %   |
| 2016 | 3,997,856    | ▼ 8.3 %   |
| 2017 | 3 646 523    | ▼ 2 %     |

### Авіатрафік
| Рік  | Авіатрафік | Зміна     |
| ---- | ---------- | --------- |
| 2008 | 33 724     | –         |
| 2009 | 32 777     | ▼ 2.08 %  |
| 2010 | 36 517     | ▲ 11.04 % |
| 2011 | 37 657     | ▲ 3.01 %  |
| 2012 | 35 999     | ▼ 4.04 %  |
| 2013 | 37 737     | ▲ 4.8 %   |
| 2014 | 35 315     | ▼ 6.4 %   |
| 2015 | 33 625     | ▼ 4.8 %   |
| 2016 | 34 905     | ▲ 3.8 %   |
| 2017 | 31 159     | ▼ 10.7 %  |

## Наземний транспорт
Аеропорт розташований в Бове, за 84 км на північ від Парижа. Дістатися з Парижа аеропорту можна автострадою A16. З Парижа є до 16 щоденних автобусних рейсів в аеропорту Бове. Точка відправлення знаходиться біля павільйону станції метро Порт-Майо. Час в дорозі в одну сторону займає від 70 до 100 хвилин залежно від трафіку.